# Lysec (národní přírodní rezervace)
Lysec je národní přírodní rezervace v katastrálním území obce Turčianske Jaseno v okrese Martin v Žilinském kraji na Slovensku. Území bylo vyhlášeno v roce 1984 a jeho rozloha je 70,04 hektaru. Předmětem ochrany jsou zachovalá společenstva jedlově-bukového, smrkovo-bukovo-jedlového a smrkového vegetačního stupně v národním parku Velká Fatra pro vědecko-výzkumné, naučné a kulturněvýchovné cíle.

## Přístupnost
- Po modré turisticky značené trase č. 2721 z obce Belá-Dulice (prochází po okraji NPR)
- Po žluté turisticky značené trase č. 8647 z obce Belá-Dulice (končí na vrcholu Lysci na okraji NPR).